# Đa đa Nahan
Đa đa Nahan, tên khoa học Francolinus nahani, là một loài chim trong họ Phasianidae.